# Antàrtida Argentina
L'Antàrtida Argentina és la regió de l'Antàrtida reclamada per l'Argentina com a part del seu territori nacional. Aquesta regió, que inclou la península Antàrtica i una secció triangular que s'estén fins al pol Sud, està delimitada pels meridians 25° W i 74° W, i el paral·lel 60° S.
Administrativament, l'Antàrtida Argentina és un departament de la província de Terra del Foc, Antàrtida i Illes de l'Atlàntic Sud.
Les autoritats provincials resideixen a Ushuaia i el governador designa anualment un delegat per a la regió antàrtica, el qual hi representa el poder civil. El territori reclamat per l'Argentina coincideix en part amb les reivindicacions de Xile i el Regne Unit, de manera que el poder civil dels administradors només s'exerceix a les bases antàrtiques nacionals, amb regulació pel Tractat Antàrtic.